# Sex, Death and the Meaning of Life
Sex, Death and the Meaning of Life (dt.: Sex, Tod und der Sinn des Lebens) ist eine britische Fernsehdokumentation, die von Richard Dawkins 2012 veröffentlicht wurde. Dawkins führt auch als Interviewer und Erzähler durch den Film. Er untersucht Gründe dafür, warum Menschen Moral haben. Er spricht mit Atheisten und Gläubigen über ihre Vorstellungen von Moral, Sühne und wichtigen Momenten in ihrem Leben.

## Inhalt

### Teil 1
Dawkins beginnt seine Dokumentation mit dem Satz „Mehr und mehr von uns realisieren, dass es keinen Gott gibt. Wie kann man Sinn im Leben finden, wenn man nicht an das Leben danach glaubt?“ Dawkins spricht mit Gläubigen über die Frage, welche Richtlinien sie in ihrem Leben haben. Er zeigt sozial engagierte Christen und fragt sich, ob wir für unsere Moral heute einen 2.000 Jahre alten Code eines Wüstenstammes – gemeint ist die Bibel – brauchen. Dawkins interviewt einen Christen, der sich stark mit dem eigenen Sexleben beschäftigt. Dawkins’ Meinung nach ist die Religion exzessiv mit dem Sexleben anderer beschäftigt. In diesem Zusammenhang besucht er einen Arzt, der islamischen Frauen das Jungfernhäutchen wieder einsetzt. Ein Psychologe sagt Dawkins, dass religiöse Menschen genauso oft Masturbieren oder Pornografie konsumieren würden, wie nicht religiöse. Der einzige Unterschied sei der verlogene Umgang damit und die Schuldgefühle, die Religiöse deswegen entwickeln würden.
Dawkins sucht die Erklärung für Moral wie sexueller Treue im menschlichen evolutionären Erbe. Dabei vertritt er die Theorie, dass auch die Treue in unserer Natur liege und nicht in der Gottesfurcht. Die sexuelle Revolution in den 1960er Jahren mit ihrer Promiskuität hat nicht funktioniert.

### Teil 2
Richard Dawkins untersucht im zweiten Teil, welche Aussagen die Wissenschaft über den Tod machen kann.
Die Reise führt ihn über Indien, wo er hinduistische Beerdigungen miterlebt zu Genetik-Laboren in New York.
Dawkins beschäftigt sich mit Neurowissenschaftlern, evolutionären und genetischen Theoretikern. Dabei wird auch die Frage erörtert, wie das menschliche Genom eine Art Unsterblichkeit erlebt.
Er trifft einen Christen, der sich mit Nervenkrankheiten befasst.
Dawkins lehnt ein Leben nach dem Tod ab, auch wenn es für viele Menschen schwer zu ertragen ist. Man muss sich der Realität stellen, auch wenn es traurig sei.

### Teil 3
Im dritten Teil geht es darum, wie man als Atheist überhaupt Freude am Leben haben kann.
Seine Reise führt ihn von Kasinos in Las Vegas über buddhistische und christliche Klöster an den Füßen des Himalaya. Er spricht mit Menschen, die in extremster Armut in Indien Leben, oder die in den USA bei Wirbelstürmen alles verloren haben.
Er spricht auch mit dem Komiker Ricky Gervais, und erörtert die Schicksale Lew Tolstois und Graham Greenes.
Dawkins berichtet über Menschen, die ihr Leben seiner Meinung nach verschwenden, wie zum Beispiel Mönchen. Einer träumt davon, eine Familie zu haben.
Er spricht mit anderen Atheisten und spricht sich für das Leben an sich aus, dass es einzigartig ist und genossen werden sollte.